# The Paul Simon Songbook
The Paul Simon Songbook és el primer àlbum solista de Paul Simon. Fou gravat a Londres i publicat al Regne Unit el 1965 i, suposadament, fou eliminat el 1979 després que Simon ho sol·licités. Fou publicat també als Estats Unist com a part de la caixa recopilatòria Paul Simon: Collected Works (1981). L'àlbum fou produït per Reginald Warburton i Stanley West de la discogràfica CBS Records LP 62579; remasteritzat en CD per Columbia/Legacy 90281.

## Llista de cançons
1. "I Am a Rock" - 2:52
2. "Leaves That Are Green" - 2:41
3. "A Church Is Burning" - 3:38
4. "April Come She Will" - 1:55
5. "The Sound of Silence" - 3:19
6. "A Most Peculiar Man" - 2:26
7. "He Was My Brother" (Paul Kane*) - 2:58
8. "Kathy's Song" - 3:42
9. "The Side of a Hill" (Paul Kane) - 2:28
10. "A Simple Desultory Philippic (or How I Was Robert McNamara'd into Submission)" - 2:25
11. "Flowers Never Bend with the Rainfall" - 2:27
12. "Patterns" - 3:13